# Atlas Linguistique des Pyrénées Orientales
L'Atlas Linguistique des Pyrénées Orientales (ALPO; en català Atles lingüístic dels Pirineus Orientals), és un atles lingüístic d'una part de domini català, concretament el rossellonès. N'és autor Enric Guiter i s'inscriu en el projecte d'elaboració de tota una sèrie d'atles lingüístics de França, engegat per Albert Dauzat sota el títol genèric de Nouvel Atlas Linguistique de la France (NALF), per a continuar i millorar l'obra d'enquestes dialectològiques duta a terme per Edmond Edmont i Jules Gilliéron que es va concretar amb l'Atlas Linguistique de la France.

## Història i resultats
Aquest atles nasqué el 25 d'abril de 1942 quan Enric Guiter, llavors professor al Liceu (Lycée; institut de secundària) de Montpeller, fou contactat pel dialectòleg Albert Dauzat que li demanava si volia participar en l'elaboració del Nouvel Atlas Linguistique de la France encarregant-se de les enquestes al Rosselló.
Després de l'elaboració del qüestionari, les enquestes començaren el 1943 amb la col·laboració d'estudiants però hagueren de ser interrompudes i no acabaren fins després de la Guerra Mundial.
Guiter amplià el domini estudiat, eixint així del marc administratiu francès, incloent-hi punts del català de l'Estat espanyol i de la transició vers l'occità. De totes maneres, l'ALPO acabà finalment apartant-se en diversos punts metodològics de la sèrie d'atles del NALF.
L'atles enquesta d'una manera molt exhaustiva 382 localitats. Fins a la publicació de l'ALPO, la zona només havia estat enquestada en unes poques localitats (5 o 7) en els atles lingüístics anteriors (ALF, ALC, ALPI); després l'ALDC inclou també la zona enquestada per Guiter. En l'ALPO els mapes es presenten en ordre alfabètic, cosa que dificulta la percepció dels camps semàntics per part del lector.

## Posteritat
Aquest atles lingüístic n'ha inspirat d'altres, com l'Atlas Linguistique du Biterrois, elaborat el 1985 pel lingüista i investigador Cristià Camps, deixeble d'Enric Guiter. Comprèn 551 mapes (majoritàriament de lèxic). Camps estudià 58 localitats entre el 29 de setembre de 1982 i el 16 de febrer de 1983, 52 de les quals són del territori de Besiers i 6 del narbonès. Permet veure amb més detall certes realitzacions d'aquesta àrea, completant i detallant així la visió més general que ofereix l'Atlas Linguistique du Languedoc Oriental.

## Referència bibliogràfica de l'obra
- Henri Guiter, Atlas linguistique des Pyrénées Orientales, París, Centre National de la Recherche Scientifique, 1966. 333 pàgines, XX mapes introductoris + 565 mapes

### Ressenyes
- Mario Alinei in Lingua (1969) 22, p. 289-293
- Joseph Gulsoy in Romance Philology (1968) 22/2, p. 189-194
- José Joaquín Montes in Thesaurus XXI/3 (1966), p. 654-657
- Lothar Wolf in Nueva Revista de Filología Hispánica (1970) 19/2, p. 421-423 (DOI: http://dx.doi.org/10.24201/nrfh.v19i2.2906)